# Центр барочной музыки (Версаль)
Центр барочной музыки в Версале (фр. Centre de Musique Baroque de Versailles, сокращённо CMBV) — учебная и концертная организация в Версальском дворце, специализирующаяся на музыке французского барокко. Основана по инициативе Ф.Боссана (первый худрук Центра) и В.Б. де Лионкура (первый директор Центра) в 1988 году. С 1996 года Центр располагается в здании Потешного двора («Menus-Plaisirs du Roi»). Субсидируется министерством культуры Франции.
В составе Центра (с 1990 года) детский («Les Pages») и смешанный («Les Chantres») хоры, а также инструментальный ансамбль («Les Symphonistes»). Основная концертная площадка CMBV с 2009 года — Королевская капелла Версальского дворца.